# Robert A. Benkeser
Robert Anthony Benkeser (* 16. Februar 1920 in Cincinnati (Ohio); † 14. Februar 2017 in West Lafayette (Indiana)) war ein US-amerikanischer Chemiker und Hochschullehrer.

## Leben
Benkeser studierte Chemie mit dem Abschluss Bachelor of Science 1942 von der Xavier University (Cincinnati) und dem Master of Science 1944 von der University of Detroit. 1947 wurde er bei Henry Gilman an der Iowa State University in Ames (Iowa) promoviert. Ab 1946 war Benkeser an der Fakultät für Chemie der Purdue University, West Lafayette zunächst als Assistenzprofessor beschäftigt. Von 1974 bis 1978 war er Leiter des Fachbereichs Chemie an der Purdue University und wurde 1989 emeritiert.
Benkeser war verheiratet und hatte fünf Kinder.

## Wissenschaftliches Werk
Benkeser forschte auf dem Gebiet der Organosiliciumverbindungen. Nach ihm wurde die Benkeser-Reduktion benannt, die Reduktion von aromatischen Verbindungen mit Lithium oder Calcium in Gegenwart niedrigmolekularer aliphatischer Amine. Sein wissenschaftliches Werk umfasst zahlreiche Publikationen.